# Claude Dornier

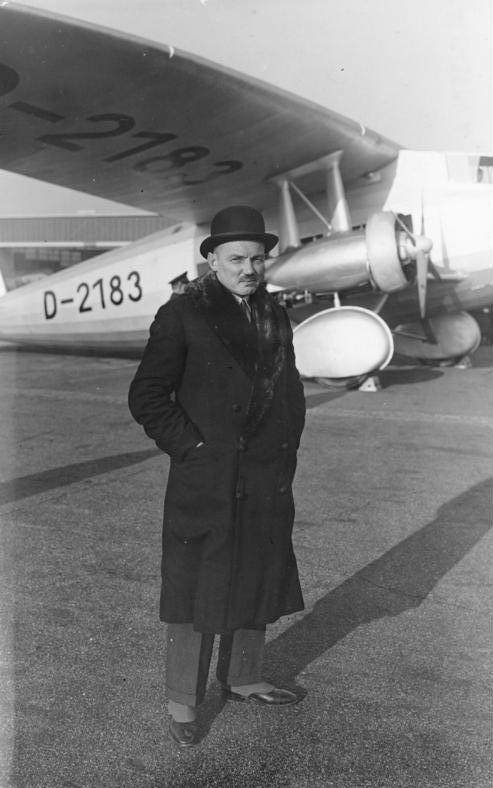
Claude Dornier

Claude Dornier, född 14 maj 1884 i Kempten, död 5 december 1969 i Zug, tysk flygplanskonstruktör och företagsledare
Dornier började arbete hos Zeppelin 1910. 1914 började han verka över en egen konstruktionsbyrå inom Zeppelin som 1922 blev det egna företaget Dornier. Företaget fick världsrykte för sina flygbåtar. Efter andra världskriget fortsatte Dornier sin verksamhet men stod inför stora utmaningar. Fabrikerna var sönderbombade och Tyskland tilläts inte tillverka plan. Lösningen blev en flytt till Schweiz och tillverkning förlades till Spanien. Claude Dornier lämnade över företaget till sina söner 1962.